# تيكديرت
تيكديرت (بالإنجليزية: Techdirt)‏ هي مدونة أمريكية على الإنترنت تقدم تقارير عن التحديات القانونية للتكنولوجيا وما يتصل بها من قضايا الأعمال والسياسة الاقتصادية، في سياق الثورة الرقمية. ويركز على الملكية الفكرية وبراءات الاختراع وخصوصية المعلومات وإصلاح حق المؤلف على وجه الخصوص.